# Park Jeong-su
Park Jeong-su (kor. 박정수; * 12. April 1994) ist ein südkoreanischer Fußballspieler.

## Karriere
Park erlernte das Fußballspielen in den Schulmannschaften der Yokgok Middle School und Kyunghee High School sowie in der Universitätsmannschaft der Kyung-Hee-Universität in Seoul. Seinen ersten Profivertrag unterschrieb er 2016 bei den Yokohama F. Marinos in Japan. Der Verein aus Yokohama spielte in der höchsten Liga des Landes, der J1 League. 2017 stand er mit den Marinos im Endspiel um den Kaiserpokal. Das Finale verlor der Verein mit 2:1 gegen Cerezo Osaka. Für die Marinos absolvierte er 21 Erstligaspiele. 2018 wechselte er zum Ligakonkurrenten Kashiwa Reysol nach  Kashiwa. Ende 2018 musste der Verein als Tabellensiebzehnter den Weg in die zweite Liga antreten. 2019 wurde der Club Meister der J2 League und stieg wieder in die erste Liga auf. Mitte 2019 wechselte er bis Ende 2020 auf Leihbasis zum Erstligisten Sagan Tosu nach Tosu. Für Sagan absolvierte er 17 Erstligaspiele. Nach Vertragsende bei Reysol wechselte er Anfang Januar 2021 in sein Heimatland, wo er sich dem Erstligisten Seongnam FC aus Seongnam anschloss. Für Seongnam absolvierte er zwei Ligaspiele.
Seit dem 1. Januar 2022 ist er vertrags- und vereinslos.

## Erfolge
Yokohama F. Marinos
- Kaiserpokal

2. Platz: 2017